# Travedona-Monate
Travedona-Monate (lombardul: Travedòna Monaa) település Olaszországban, Varese megyében. Lakosainak száma 3923 fő (2023. január 1.). Travedona-Monate Biandronno, Brebbia, Bardello con Malgesso e Bregano, Cadrezzate con Osmate, Ispra, Ternate és Comabbio községekkel határos.

## Népesség
A település népességének változása:
| Lakosok száma | 4086 | 4120 | 3923 |
|               | 2017 | 2018 | 2023 |